# Attingal
Attingal (malabar: ആറ്റിങ്ങൽ) es una ciudad del estado indio de Kerala perteneciente al distrito de Thiruvananthapuram.
En 2011, el municipio que formaba la ciudad tenía una población de 37 648 habitantes. Es el centro administrativo del taluk de Chirayinkeezhu, localidad con la cual forma una conurbación.
Es uno de los municipios más antiguos del estado, ya que existe desde 1922. La localidad es conocida por haber sido el lugar de nacimiento de Marthanda Varma, fundador del reino de Travancore.
Se ubica sobre la carretera 66, a medio camino entre Thiruvananthapuram y Kollam, a orillas del río Vamanapuram en la periferia nororiental de la cabecera subdistrital Chirayinkeezhu.